# Operation Dan-gō
Japanische Eroberung 1941/42

Bilin – Sittang – Pegu (Taukkyan) – Rangun – Yunnan-Burma-Straße (u.a. Tachiao – Oktwin – Toungoo – Yenangyaung – Lashio I)
1942/43

Burma-Kampagne 1942–1943

Arakan I – The Hump – Chindits
1944

Schlacht um Nordburma und West-Yunnan 1943–1945

Burma-Kampagne 1944

Arakan II – Ha-gō – Lashio II – Sangshak – Myitkyina – U-gō (Imphal – Kohima – Tennisplatz) – Mogaung – Song shan/Huitong-Brücke – Dan-gō
1944/45

Burma-Kampagne 1944–1945

Bhamo – Arakan III (Kangaw und Höhe 170 – Ramree) – Meiktila/Mandalay – Pakokku – Lashio III – Tanlwe Chaung – Operation Dracula – Sittang
Die Operation Dan-gō fand zwischen dem 3. und 15. September 1944 während des Pazifikkriegs im Zweiten Weltkrieg in Zentralburma statt. Die japanische Armee wollte mit dieser Operation nach der gescheiterten U-gō-Offensive die Burmastraße für den Nachschubverkehr nach Westchina in die Provinz Yunnan weiter versperren und die strategische Initiative an der Salween-Flussfront zurückgewinnen.
Für dieses Unterfangen entsandte die Regionalarmee Burma unter dem Befehl von General Kawabe Masakazu die 33. Armee unter Generalleutnant Masaki Honda, bestehend aus der 18. Division von Generalleutnant Shin’ichi Tanaka und der 56. Division von Generalleutnant Matsuyama Yūzō mit Teilen der 2. Division von Generalleutnant Okazaki Seisaburo und der 49. Division von Generalleutnant Takehara Saburō.  
Generalleutnant Masaki Honda hatte die Aufgabe mit seinen Einheiten von Lungling aus quer über die Burmastraße nach Osten vorzudringen um die chinesischen Armeen zurückzudrängen. Seine Offensive sollte die japanischen Garnisonen in Pingka, Lameng und Tengchong entlasten.
Die Offensive sollte am 3. September 1944 beginnen und war in zwei Phasen eingeteilt. Die erste Phase bestand darin, den Hauptteil der Y-Force nahe Lungling zu zerstören, die Garnisonen in Lameng und Tengchong zu befreien und dann Positionen zur Blockade der Burmastraße zu etablieren, um einen Zusammenschluss zwischen dem Northern Combat Area Command (NCAC) und der Y-Force zu verhindern. In der zweiten Phase sollten die 2. und 18. Division Myitkyina und Bhamo befreien, bevor sie die Ledo-Straße blockierten.
Während ihrer Offensive konnte die 33. Armee keines ihrer angestrebten Ziele erreichen und erzielte kaum mehr als einen Verzögerungseffekt gegen die chinesische Y-Force.
In den ersten beiden Septemberwochen rückten die japanische 2. und 56. Division bis nach Lungling vor, wo sie die sieben Divisionen der chinesischen Belagerungstruppe von Norden her erfolglos angriffen. Zur gleichen Zeit vernichtete die Y-Force die großen japanischen Garnisonen in Lameng und Tengchong.

## Folgen der Offensive
Vom 20. bis 24. September befreite die japanische 56. Division zwar erfolgreich die belagerte Garnison bei Pingka, aber der Rest der Kampagne verlief in den nächsten drei Monaten stockend. Die chinesischen Streitkräfte konnten fast den gesamten Oktober nicht vorrücken, da sie ihre schweren Verluste bei Lungling ausgleichen mussten. Die japanische 33. Armee nutzte die Operationspause um die 2. Division nach Zentralburma zurückzuschicken, um mit der 56. Division eine Verzögerungsaktion zu planen, die die Burmastraße bis Ende 1944 blockiert halten sollte.